# Región Nordeste (Vietnam)
Đông Bắc ("literalmente "Nordeste", del chino: 東北; en pinyin: Dōngběi) es una de las ocho regiones que conforman la República Socialista de Vietnam, las cuales, a su vez, se subdividen en 34 provincias. Se llama Región Nordeste para distinguirla del Tây Bắc (Región Noroeste)", pero en realidad está en el norte y nordeste de Hanoi. 

## Geografía
Esta región se localiza en la zona noreste del país. La extensión de territorio de la región de Đông Bắc abarca un área de 63.629,8 kilómetros cuadrados.

## Demografía
Esta división administrativa tiene una población de 9.358.300 personas. Considerando la superficie de este lugar, su densidad poblacional es de 147,07 habitantes por kilómetro cuadrado.

## Historia
Durante los numerosos períodos en que Vietnam estuvo bajo el dominio chino, esta región a menudo estuvo controlada por dinastías chinas durante casi mil años, comenzando desde la dinastía Han cuando tuvieron la conquistó Nanyue. Esto ha provocado que sea la región más sinizada de Vietnam. Incluso hoy en día, se producen muchos cambios transfronterizos con la República Popular China contemporánea. Muchas de las personas que viven aquí tienen en parte ascendencia china, y no es raro que se escuchen idiomas chinos en esta región, como en las ciudades de Lạng Sơn (谅山) y Móng Cái (芒街).
- Datos: Q1194516
- Multimedia: Northeast (Vietnam) / Q1194516